# Cape May Point
Cape May Point es un borough ubicado en el condado de Cape May en el estado estadounidense de Nueva Jersey. En el año 2010 tenía una población de 291 habitantes y una densidad poblacional de 363,75 personas por km².

## Geografía
Cape May Point se encuentra ubicado en las coordenadas 38°56′12″N 74°57′55″O / 38.93667, -74.96528.

## Demografía
Según la Oficina del Censo en 2000 los ingresos medios por hogar en la localidad eran de $55,313 y los ingresos medios por familia eran $69,750. Los hombres tenían unos ingresos medios de $63,250 frente a los $30,833 para las mujeres. La renta per cápita para la localidad era de $52,689. Alrededor del 1.7% de la población estaba por debajo del umbral de pobreza.